# Sielce Lewe
Sielce Lewe – wieś w Polsce położona w województwie łódzkim, w powiecie skierniewickim, w gminie Maków. Leży nad rzeczką Zwierzyniec. W latach 1941–1944 w okolicach Sielc Lewych znajdowało się zrzutowisko broni dla ruchu oporu.
W latach 1975–1998 miejscowość administracyjnie należała do województwa skierniewickiego.
W latach 1977–1982 w gminie Skierniewice.